# كتاب الدرياق
كتاب الدرياق، المعروف أيضًا باسم كتاب الترياق لجالينوس المزعوم هو كتاب طبي عربي من العصور الوسطى يُنسب إلى كتابات جالينوس ("جالينوس المزعوم"). يتناول الكتاب استخدام الترياق، وهو مركب طبي قديم اُستخدم في الأصل لعلاج لدغات الأفاعي السامة. توجد نسختان مزخرفتان من المخطوطة، مزدانتان بمنمنمات رائعة تعكس السياق الاجتماعي في زمن تأليفهما. يصف الكتاب أطباء العصور القديمة، بما في ذلك الأطباء اليونانيون مثل أندروماخوس الأكبر، وتقنياتهم الطبية. وعادةً ما تُنسب هذه المخطوطات إلى منطقة الجزيرة الفراتية في سوريا وشمال العراق.

## المخطوطات

### باريس، المكتبة الوطنية الفرنسية، المخطوطة العربية 2964 (1198–1199)
نسخة مؤرخة بين عامي 1198 و1199، تحتوي على منمنمات (BNF Arabe 2964) تُنسب عادةً إلى الجزيرة الفراتية (شمال سوريا أو شمال العراق). ويُعتقد أنها صُنعت في الموصل.
يرتدي الشخصيات المصورة في المنمنمات ملابس تركية، تشمل معاطف صلبة ذات إغلاق مائل وأشرطة ذراع. كما تشمل المشاهد المصورة مشاهد من الحياة اليومية مثل العمل الزراعي في الحقول. وتُصوَّر أيضًا شخصيتان قمريتان تحملان الهلال بين أيديهما، إلا أن دلالتهما لا تزال غير مؤكدة. يُشبه الحكام ومرافقيهم في هذه المخطوطة الأشكال المصورة على كأس بالمر والأعمال المعدنية القادمة من الموصل أو منطقة الجزيرة الفراتية الشمالية، حيث يرتدون أغطية الرأس والعباءات التقليدية.

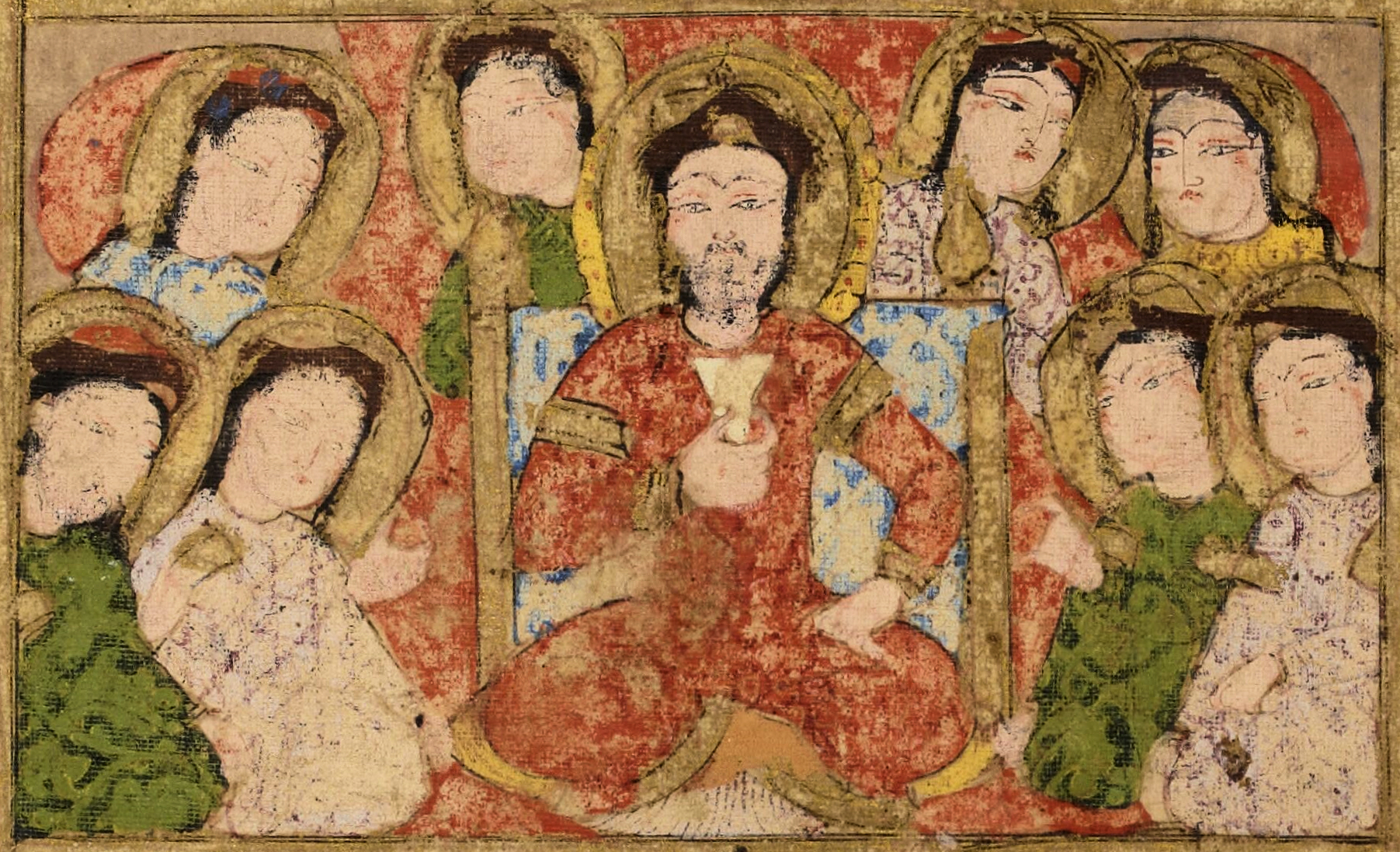
تفصيل من بلاط ملكي في كتاب الدرياق، يُظهر الحاكم مرتديًا لباسًا تركيًا وشربوش، الصورة 24
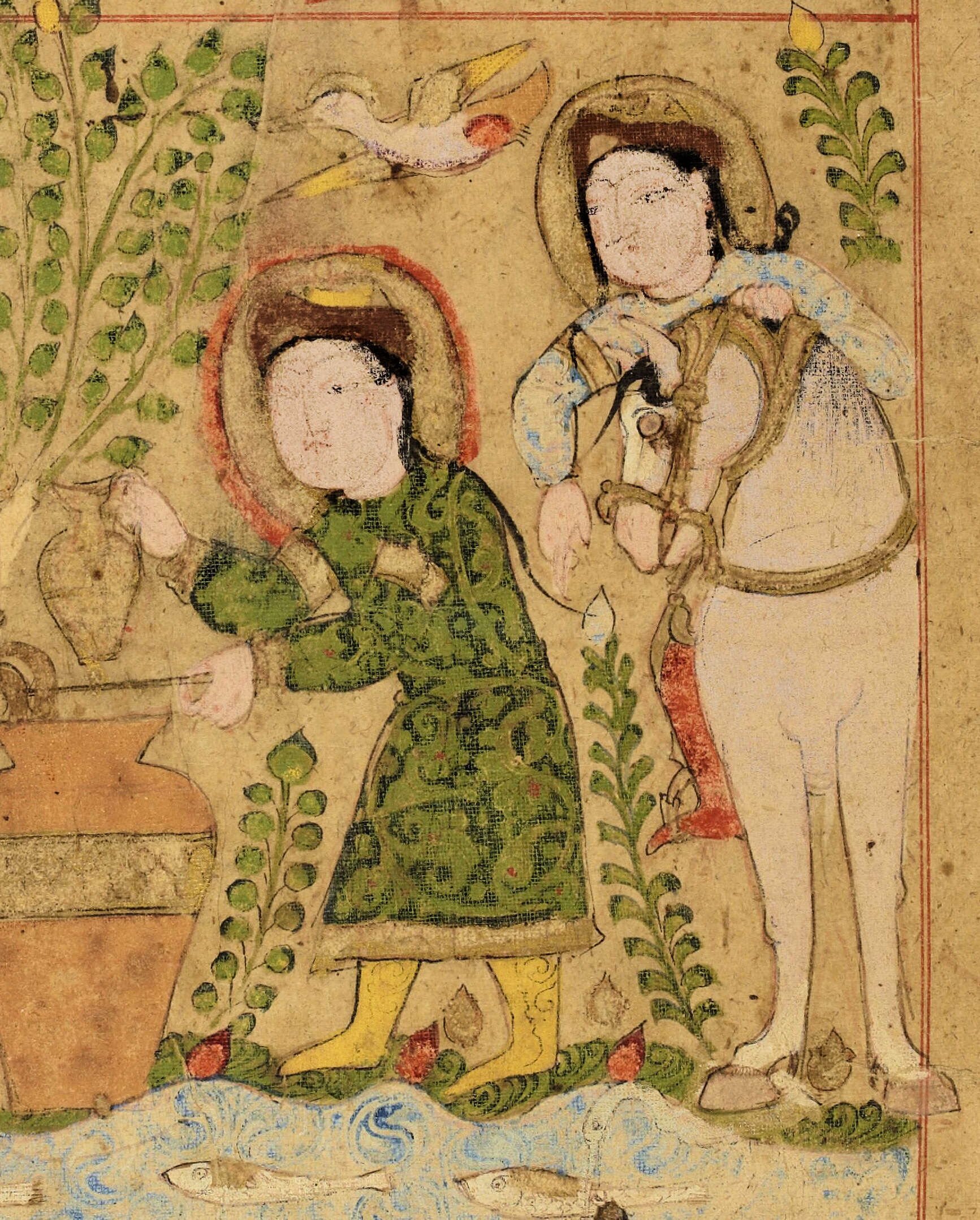
أشخاص بملابس تركية، مع قبا تركي وشريط طراز وأحذية وشربوش
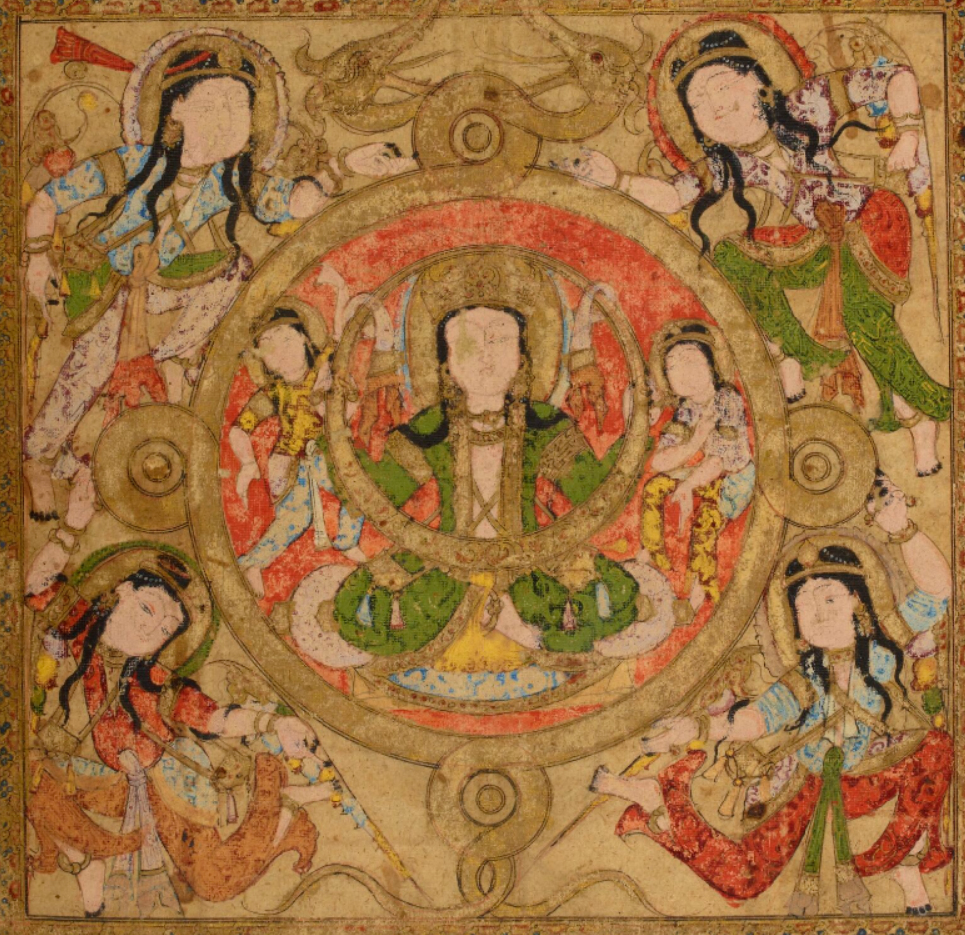
إحدى الشخصيات القمرية، الصورة 43
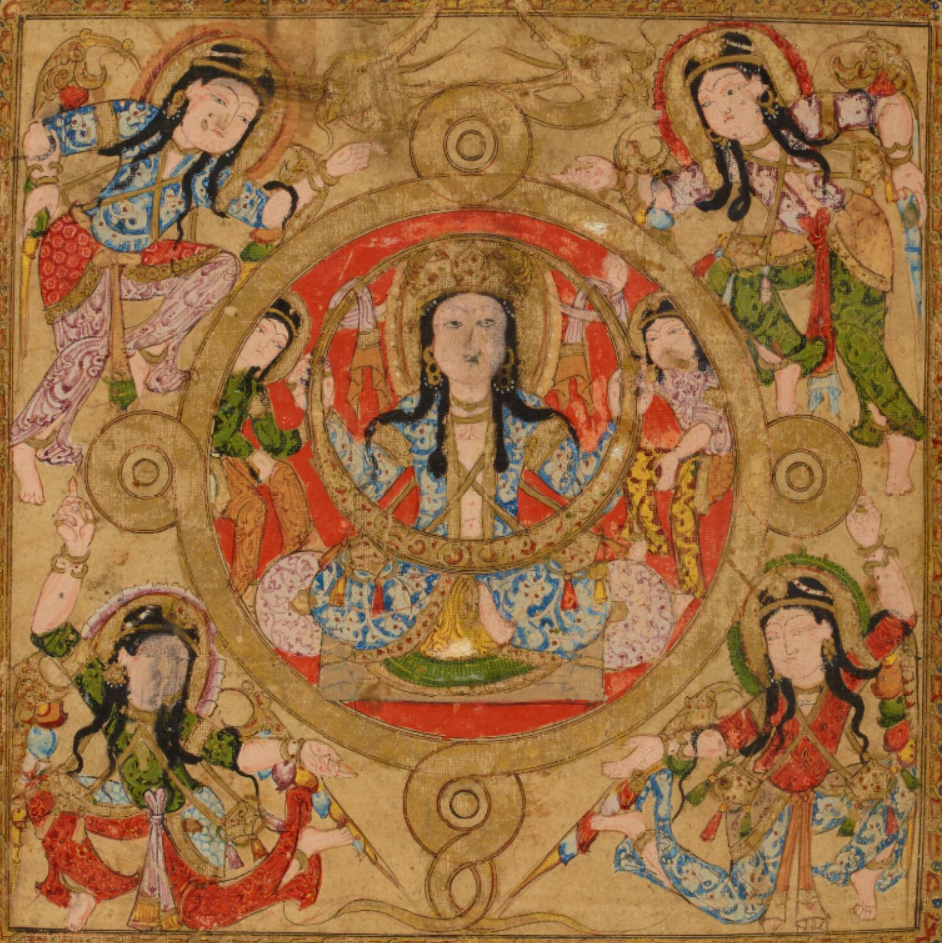
إحدى الشخصيات القمرية، الصورة 44

### فيينا، المكتبة الوطنية النمساوية، A.F. 10 (1225×1250)

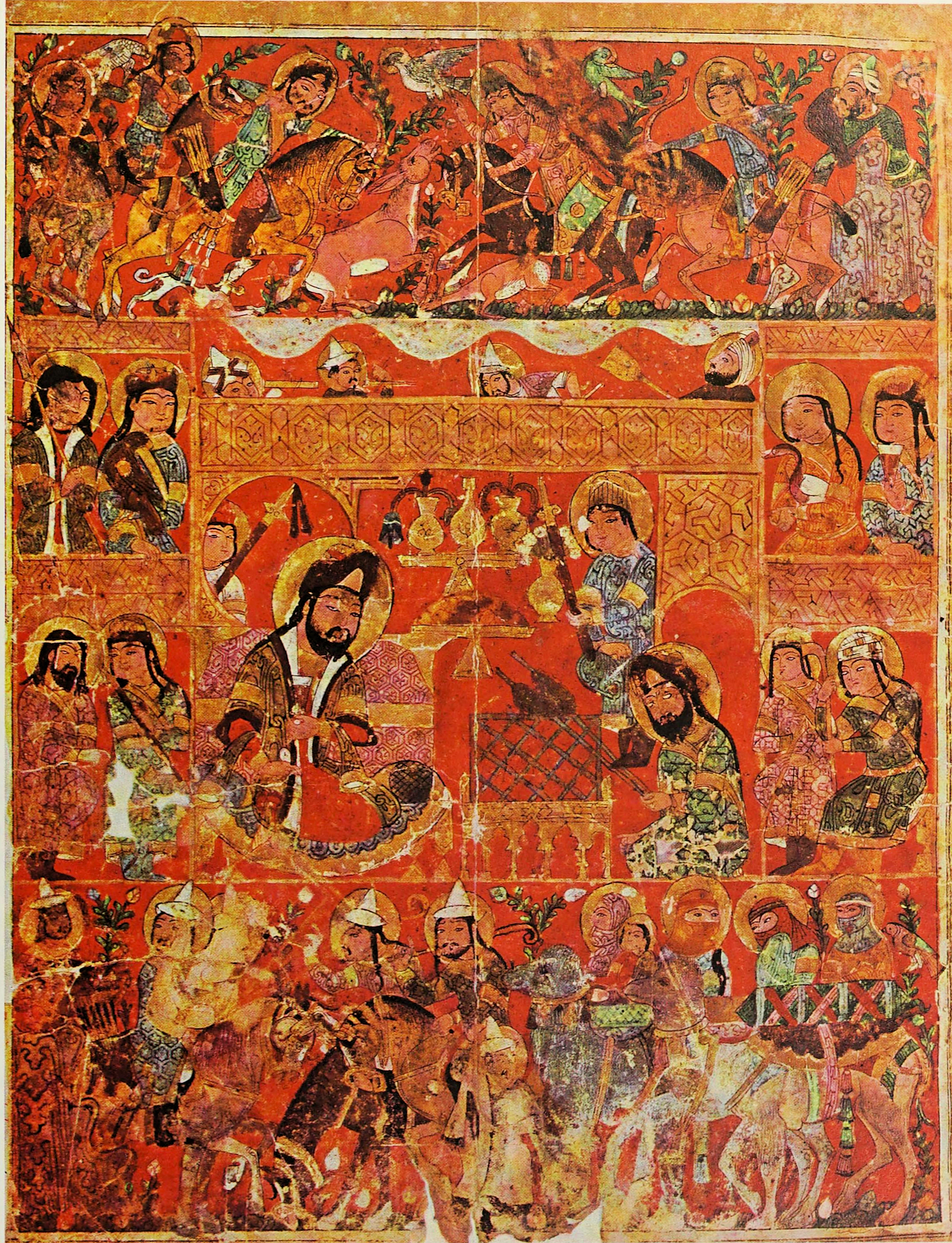
مشاهد من البلاط الملكي. على الأرجح من شمال العراق (الموصل)، منتصف القرن الثالث عشر. كتاب الدرياق.

هذه النسخة، التي تعود إلى الربع الثاني من القرن الثالث عشر، يُعتقد أنها أُنتجت في الموصل. وعلى الرغم من عدم وجود إهداء في هذا الإصدار، فإن اللوحات البلاطية فيه تشبه تلك التي تصور بلاط بدر الدين لؤلؤ في كتاب الأغاني (1218–1219)، مما قد يشير إلى ارتباطها بهذا الحاكم.
تُظهر الصفحة الافتتاحية مشهدًا بلاطيًا معقدًا، حيث يرتدي الشخصيات ملابس تركية، ويجلس ملك في المنتصف يُشبه بدر الدين لؤلؤ، مرتديًا القبا مفتوحًا ومزخرفًا ومبطّنًا بالفرو، بأكمام مزينة بشريط طراز، وعلى رأسه شربوش. محاطًا بالعديد من الخدم (معظمهم يرتدون الأقبية التركي وقبعات الكلاوتة). يحيط بالمشهد الملكي مشاهد الفروسية، حيث يرتدي بعض راكبي الخيل القبعة ذات الحافة ذات التاج المخروطي المعروف باسم السرقوج. وفي اللوحات، تنعكس ملامح وجوه هؤلاء الأتراك الحاكمين بشكل واضح، وكذلك الأزياء والإكسسوارات الخاصة التي يفضلونها.

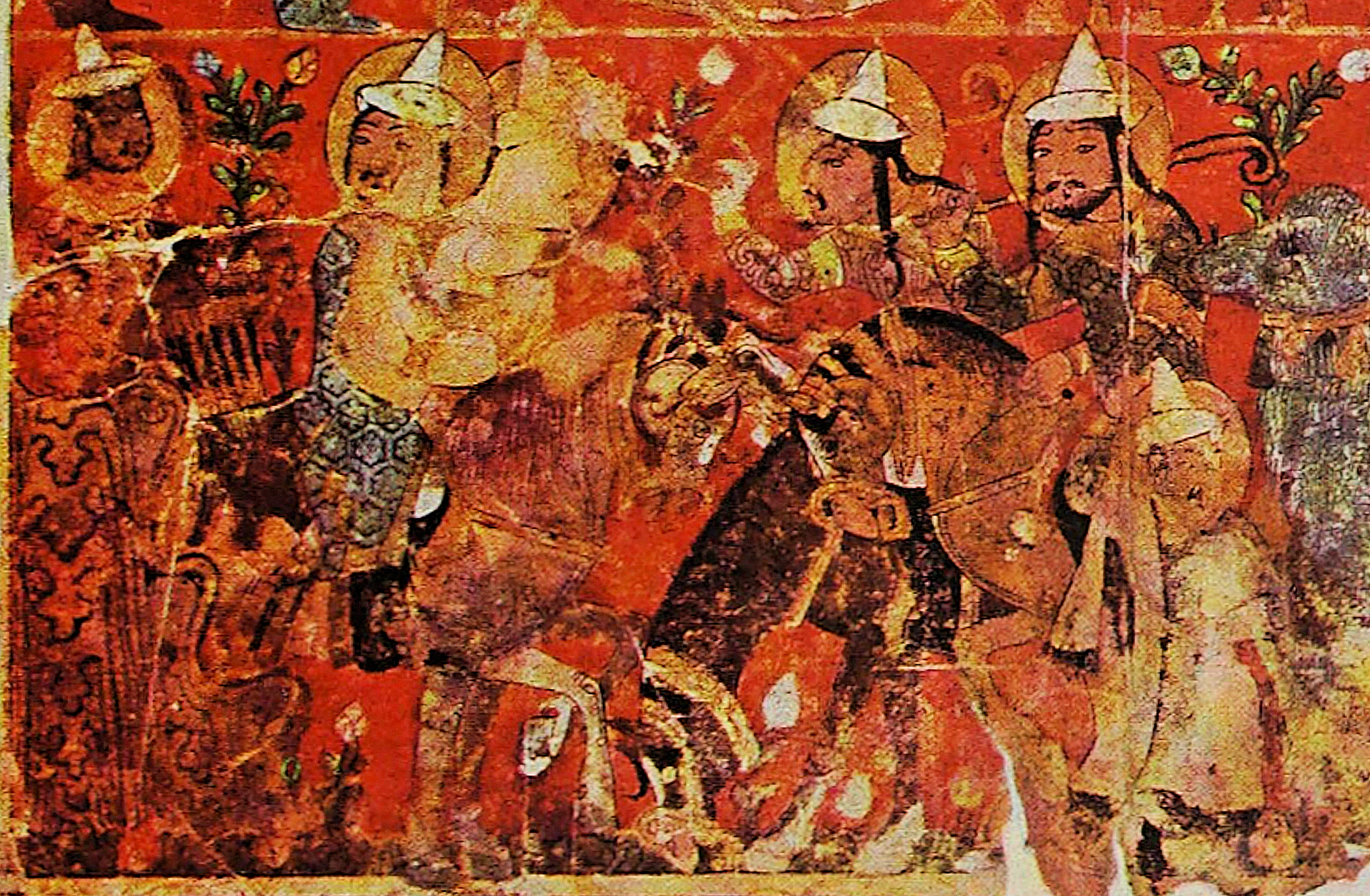
جنود تركمان (تفاصيل). كتاب ترياق جالينوس المزعوم. ربما شمال العراق (الموصل). منتصف القرن الثالث عشر.
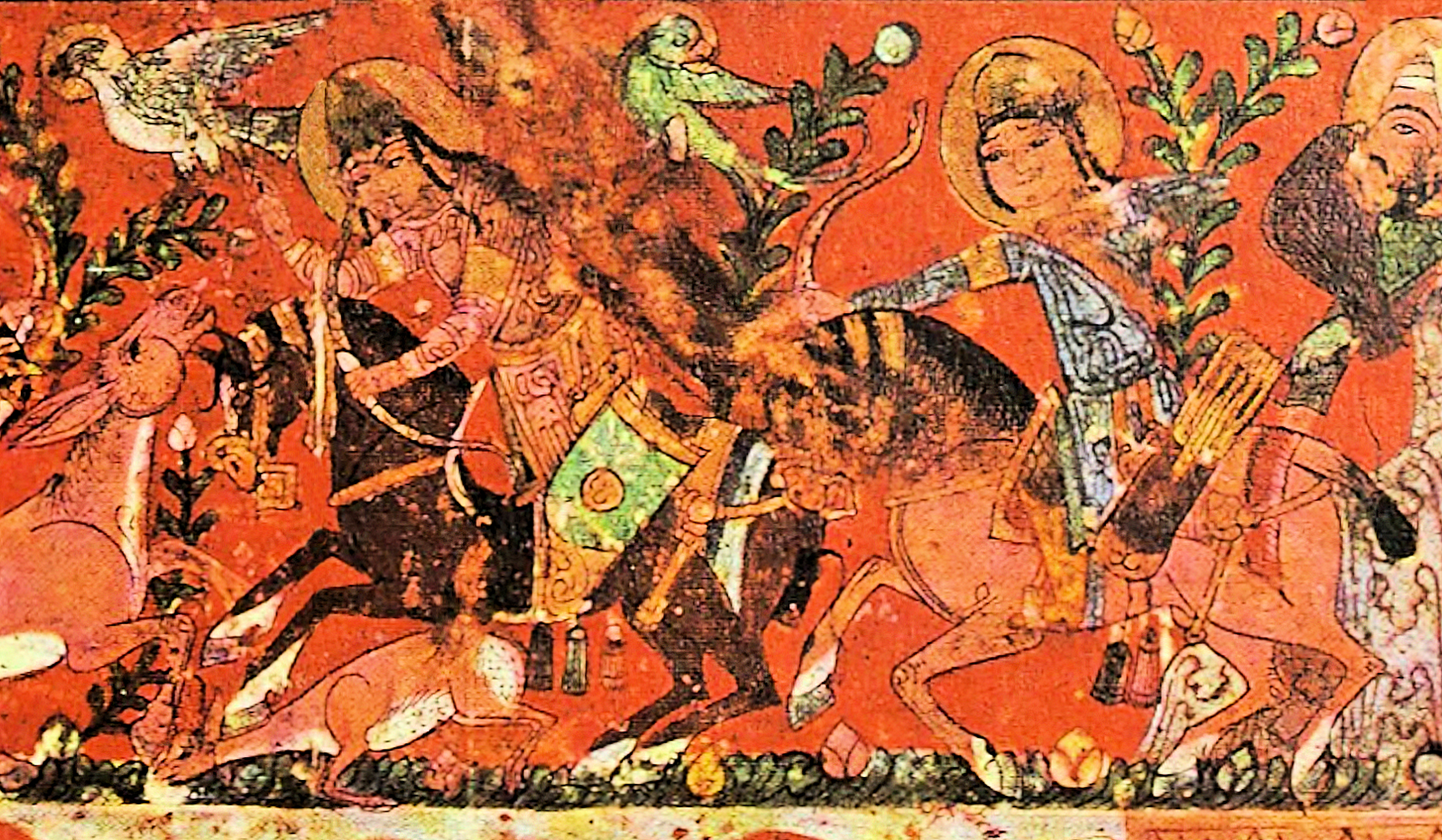
الصيادون، الصفحة الأولى.
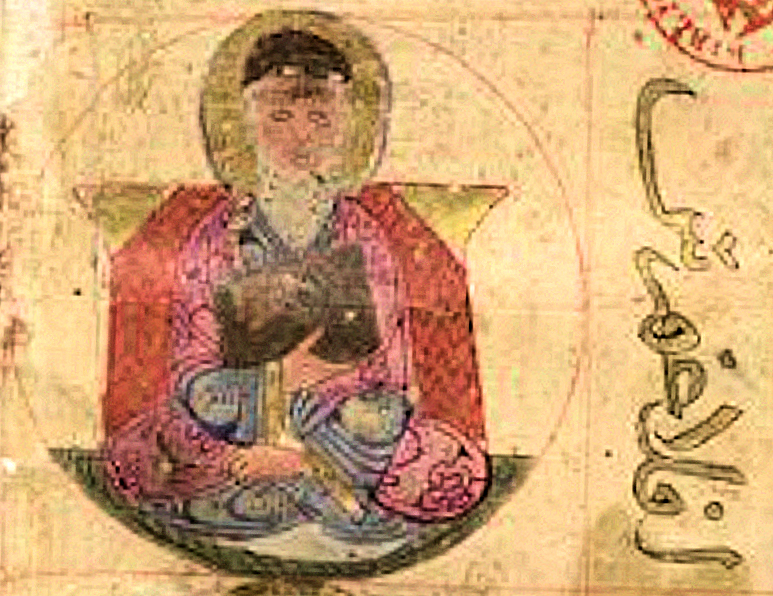
الطبيب الإغريقي جالينوس في كتاب الدرياق، 1225×1250، سوريا. فيينا AF 10